# Référendum danois de 2009

Un référendum sur le changement de la Loi de succession s'est tenu au Danemark, aux Îles Féroé et au Groenland le 7 juin 2009 simultanément aux élections européennes de 2009 au Danemark. La nouvelle loi a été adoptée avec 85,4% du vote populaire, éliminant ainsi la primogéniture à préférence masculine en faveur d'une primogéniture absolue dans la ligne de succession au trône danois. Au moment de l'adoption de la nouvelle loi, la ligne de succession ne fut pas affectée puisque la reine Margrethe II n'avait que deux fils. Cependant, la nouvelle loi fait que la princesse Isabella, née en 2007, est devant son frère le prince Vincent, né en 2011, dans l'ordre de succession.

## Résultats
Un total de 2 177 145 votes valides ont été enregistrés. De ceux-ci, 85,3 % étaient en faveur du changement à la Loi de succession. Un total de 206 195 votes blancs ont été récoltés ainsi que 16 608 votes annulés. Le taux de participation a été de 58,32 % de l'électorat. Ainsi, 45,1 % de l'électorat total se sont prononcés en faveur tandis que 7,8 % s'y sont opposés.

## Annexe